# مارلدون
مارلدون (به انگلیسی: Marldon) یک روستا و محله مدنی در بریتانیا است که در South Hams واقع شده‌است. مارلدون ۲٬۱۲۳ نفر جمعیت دارد.